# Sylvi Saimo
Sylvi Saimo (Ruskeala, 12 november 1914 - Laukaa, 12 maart 2004) was een Fins kanovaartster.
Saimo won tijdens de Olympische Zomerspelen 1952 de gouden medaille in de K1 500m.
In 1950 werd Saimo wereldkampioen in de K1 en K2 met Greta Grönholm.

## Belangrijkste resultaten

### Olympische Zomerspelen
| Editie | Plaats   | Resultaten |
| ------ | -------- | ---------- |
| 1948   | Londen   | 6e K1 500m |
| 1952   | Helsinki | K1 500m    |

### Wereldkampioenschappen vlakwater
| Jaar | Plaats     | Resultaten        |
| ---- | ---------- | ----------------- |
| 1950 | Kopenhagen | K1 500m · K2 500m |

1948: Karen Hoff ·
1952: Sylvi Saimo ·
1956: Jelizaveta Dementjeva ·
1960: Antonina Seredina ·
1964: Ljoedmila Pinajeva-Chvedosjoek ·
1968: Ljoedmila Pinajeva-Chvedosjoek ·
1972: Joelia Rjabtsjinskaja ·
1976: Carola Zirzow ·
1980: Birgit Fischer ·
1984: Agneta Andersson ·
1988: Vanja Gesjeva ·
1992: Birgit Schmidt-Fischer ·
1996: Rita Kőbán ·
2000: Josefa Idem-Guerrini ·
2004: Natasa Janics ·
2008: Inna Osipenko-Radomska ·
2012: Danuta Kozák ·
2016: Danuta Kozák ·
2020: Lisa Carrington ·
2024: Lisa Carrington